# آکنه روزاسه
آکنهٔ روزاسه (به انگلیسی: Acne Rosacea) (آکنهٔ دوران بزرگسالی) عبارت است از التهاب و قرمزی مزمن پوست صورت (معمولاً گونه‌ها، بینی و پیشانی). در واقع این بیماری آکنه نیست.
بیماری هر دو جنس (به خصوص افراد با رنگ روشن پوست) را درگیر می‌کند ولی در زنان سه برابر شایع‌تر است. سن بروز معمولاً ۳۰ تا ۶۰ سال است. گاه ضایعات در گردن، کتف، گوش و سینه نیز مشاهده می‌شوند. ممکن است قرمزی و تورم پوست همزمان با سایر ضایعات پوستی مانند تلانژکتازی (برجسته شدن عروق)، پوسچول و پاپول باشد. درگیر شدن گستردهٔ بینی، که بیشتر در آقایان دیده می‌شود، به رینوفیما معروف است. در افراد با پوست روشن و بور و کسانی که صورتشان به راحتی سرخ می‌شود این اتفاق بیشتر می‌افتد. در مراحل ابتدایی بیماری خودبه‌خود عود و بهبودی نشان می‌دهد ولی اغلب پیشرفت کرده و سال‌ها ادامه می‌یابد.

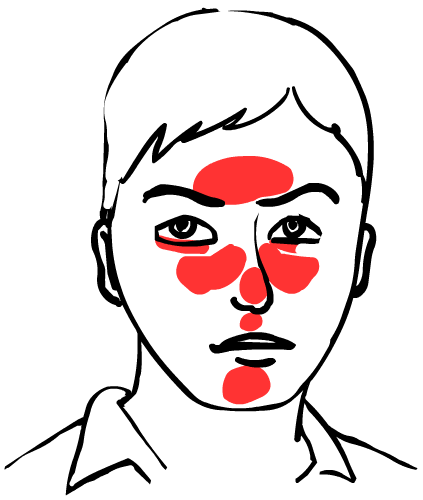
نواحی بروز

## عوامل تشدید بیماری
نور آفتاب، استرس، آب گرم، باد، کار سنگین، الکل، رطوبت، هوای سرد، برخی غذاها، غذاهای داغ، حرارت

## درمان
معمولاً بیماری بی‌خطر است و موارد خفیف فقط مشکل زیبایی برای بیمار ایجاد می‌کند. درمان شامل عوامل ضدالتهاب موضعی است. معمولاً ضایعات (به‌خصوص قرمزی) با درمان کوتاه‌مدت عود می‌کنند و رفع دائمی یا طولانی مدت ضایعات نیازمند درمان طولانی مدت مثلاً یک یا دو ساله است.
کپسول تتراسایکلین، ژل مترونیدازول، آزلاییک اسید، ایزوترتینوین، آنتی‌هیستامین، پمادهای گوگرددار و لیزردرمانی در درمان به‌کار رفته‌اند. پرهیز از عوامل تشدیدکنندهٔ بیماری مانند نور آفتاب مفید است. ترکیبات موضعی حاوی کورتون ممکن است باعث تشدید بیماری شوند.